# Special Branch (serie televisiva)
Special Branch  è una serie televisiva britannica in 53 episodi trasmessi per la prima volta nel corso di 4 stagioni dal 1969 al 1974. L'azione è incentrata sui membri della Special Branch, reparto anti-spionaggio e anti-terrorismo del dipartimento della London Metropolitan Police.

## Personaggi
- ispettore Jordan (27 episodi, 1969-1970), interpretato da Derren Nesbitt.
- ispettore Alan Craven (26 episodi, 1973-1974), interpretato da George Sewell.
- Charles Moxon (21 episodi, 1969-1970), interpretato da Morris Perry.
- detective  Inman (18 episodi, 1969-1970), interpretato da Fulton Mackay.
- detective  ispettore Tom Haggerty (16 episodi, 1973-1974), interpretato da Patrick Mower.
- detective sergente Bill North (15 episodi, 1969-1974), interpretato da Roger Rowland.
- detective Con. Morrissey (15 episodi, 1969-1970), interpretato da Keith Washington.
- Strand (12 episodi, 1974), interpretato da Paul Eddington.
- comandante Fletcher (9 episodi, 1970-1974), interpretato da Frederick Jaeger.
- detective  Eden (9 episodi, 1969), interpretato da Wensley Pithey.
- comandante (7 episodi, 1969-1970), interpretato da David Garth.
- Pam Sloane (7 episodi, 1973), interpretata da Sheila Scott-Wilkenson.
- detective sergente Maguire (7 episodi, 1974), interpretato da Paul Antrim.
- Christine Morris (6 episodi, 1969-1970), interpretata da Sandra Bryant.
- detective sergente Helen Webb (6 episodi, 1969), interpretata da Jennifer Wilson.
- capitano Knight (5 episodi, 1973-1974), interpretato da Richard Leech.
- detectiveJane Simpson (4 episodi, 1970), interpretato da Anne Rutter.
- detective sergente Mary Holmes (4 episodi, 1974), interpretato da Susan Jameson.
- comandante Nicholls (3 episodi, 1973), interpretato da Richard Butler.
- Charles Settle (3 episodi, 1969-1974), interpretato da Arnold Diamond.
- detective sergente Isobel Ross (3 episodi, 1969-1974), interpretata da Claire Nielson.
- Bauer (3 episodi, 1969-1973), interpretato da John Bailey.

## Produzione
La serie fu prodotta da Thames Television e Euston Films.  Le musiche furono composte da Robert Sharples.

### Registi
Tra i registi della serie sono accreditati:
- Dennis Vance (10 episodi, 1969-1973)
- William Brayne (8 episodi, 1973-1974)
- Mike Vardy (6 episodi, 1969-1973)
- Jim Goddard (4 episodi, 1969-1970)
- Douglas Camfield (4 episodi, 1973-1974)
- William G. Stewart (3 episodi, 1969-1970)
- Tom Clegg (3 episodi, 1970-1974)
- Guy Verney (3 episodi, 1970)
- Peter Duguid (2 episodi, 1969)
- Voytek (2 episodi, 1969)
- Terry Green (2 episodi, 1974)
- Don Leaver (2 episodi, 1974)

## Distribuzione
La serie fu trasmessa in Gran Bretagna dal 1969 al 1974 sulla rete televisiva Independent Television. In Italia è stata trasmessa da domenica 7 dicembre 1975 sul Secondo Canale Rai, alle 19.00, con il titolo Scotland Yard: Squadra speciale. Dal 1982 su Rete 4 e poi su emittenti locali durante gli anni ottanta con il titolo Special Branch.
Alcune delle uscite internazionali sono state:
- in Gran Bretagna il 17 settembre 1969 (Special Branch)
- nei Paesi Bassi il 6 febbraio 1970 (Met speciale opdracht)
- in Italia (Scotland Yard: Squadra speciale)

## Episodi
| Stagione         | Episodi | Prima TV UK | Prima TV Italia |
| ---------------- | ------- | ----------- | --------------- |
| Prima stagione   | 14      | 1969        |                 |
| Seconda stagione | 13      | 1970        |                 |
| Terza stagione   | 13      | 1973        |                 |
| Quarta stagione  | 13      | 1974        |                 |